# 코파 아르헨티나
코파 아르헨티나(스페인어: Copa Argentina)는 아르헨티나 축구 협회가 주최하는 아르헨티나의 국내 축구협회컵 대회이다. 대회 우승팀은 코파 리베르타도레스 출전권을 획득하고, 아르헨티나 프리메라 디비시온 우승팀과 수페르코파 아르헨티나에 참가하게 된다.